# Dasyvalgus sauteri
Dasyvalgus sauteri är en skalbaggsart som beskrevs av Ricchiardi 1998. Dasyvalgus sauteri ingår i släktet Dasyvalgus och familjen Cetoniidae. Inga underarter finns listade i Catalogue of Life.